# Sulkovci
Sulkovci is een plaats in de gemeente Pleternica in de Kroatische provincie Požega-Slavonië. De plaats telt 699 inwoners (2001).